# Wassberg (Berg)
Der Wassberg ist ein Hügel im Kanton Zürich, Schweiz zwischen Zürichsee und Greifensee. Er ist eine der Erhebungen der Pfannenstiel-Kette nordwestlich vom Pfannenstiel zwischen der Forch, Zumikon und Ebmatingen.

## Geographie
Der in der Landeskarte als Wassberg bezeichnete Punkt hat eine Höhe von 728 m ü. M. Weiter südöstlich (Peterwassberg/Rüteli) erreicht er aber eine Höhe von 737 m ü. M., und im Südwesten steigt die Erhebung beim Chapf sogar auf 748 m ü. M. an. Der Wassberg ist höher als die nordwestlich folgenden Hügel der Pfannenstiel-Kette wie Guglen (708 m ü. M.), Ötlisberg  (696 m ü. M.), Adlisberg (701 m ü. M.) und Zürichberg (676 m ü. M.). Vom deutlich höheren Pfannenstiel (852 m ü. M.) im Südosten ist er durch die Forch (679 m ü. M.) getrennt.
Die Kuppe des Wassbergs ist recht flach. Gegen Zürichsee (406 m ü. M.) im Süden und Westen steigt das Gelände zuerst nicht sonderlich steil ab. Im Osten und Norden geht die flache Kuppe hingegen in einen steilen, bewaldeten Abhang über. Danach bildet sich eine Terrasse, bevor das Gelände zum Greifensee (435 m ü. M.) abfällt.
In Zumikon reicht die Überbauung bis zum höchsten Punkt Chapf.  Dieser befindet sich zwischen den Häusern genau auf dem oberen Teil der Chapfstrasse.  Auch die Häuser der Forch ziehen sich weit den Hügel hoch. Ansonsten ist der Wassberg stark bewaldet, durchsetzt von einzelnen Wiesen und Feldern. Neben zahlreichen Feld-, Forst- und Wanderwegen führt eine kleine Strasse von der Forch nach Nordwesten über den Berg, die dann auf die im Nordwesten verlaufende Verbindungsstrasse Zumikon – Ebmatingen trifft. Im Westen liegt der Golfplatz Zumikon. Im Gebiet Sack betreibt die Pfadi Maur ein Pfadfinderheim. Gleich daneben befand sich früher eine Kiesgrube, die wieder aufgefüllt wurde.

## Namensherkunft
Der Name geht wohl auf zahlreiche Bäche zurück, die am Wassberg ihren Ursprung haben, so im Westen der Werenbach, der gleich beim P. 728 entspringt, im Norden der Aschbach und im Osten der Rausenbach, der Haumesserbach und der Aescherbach, die beiden in den Maurmer Dorfbach münden. Zudem verläuft im Süden der das Küsnachter Tobel bildende Küsnachter Dorfbach.

## Geschichte

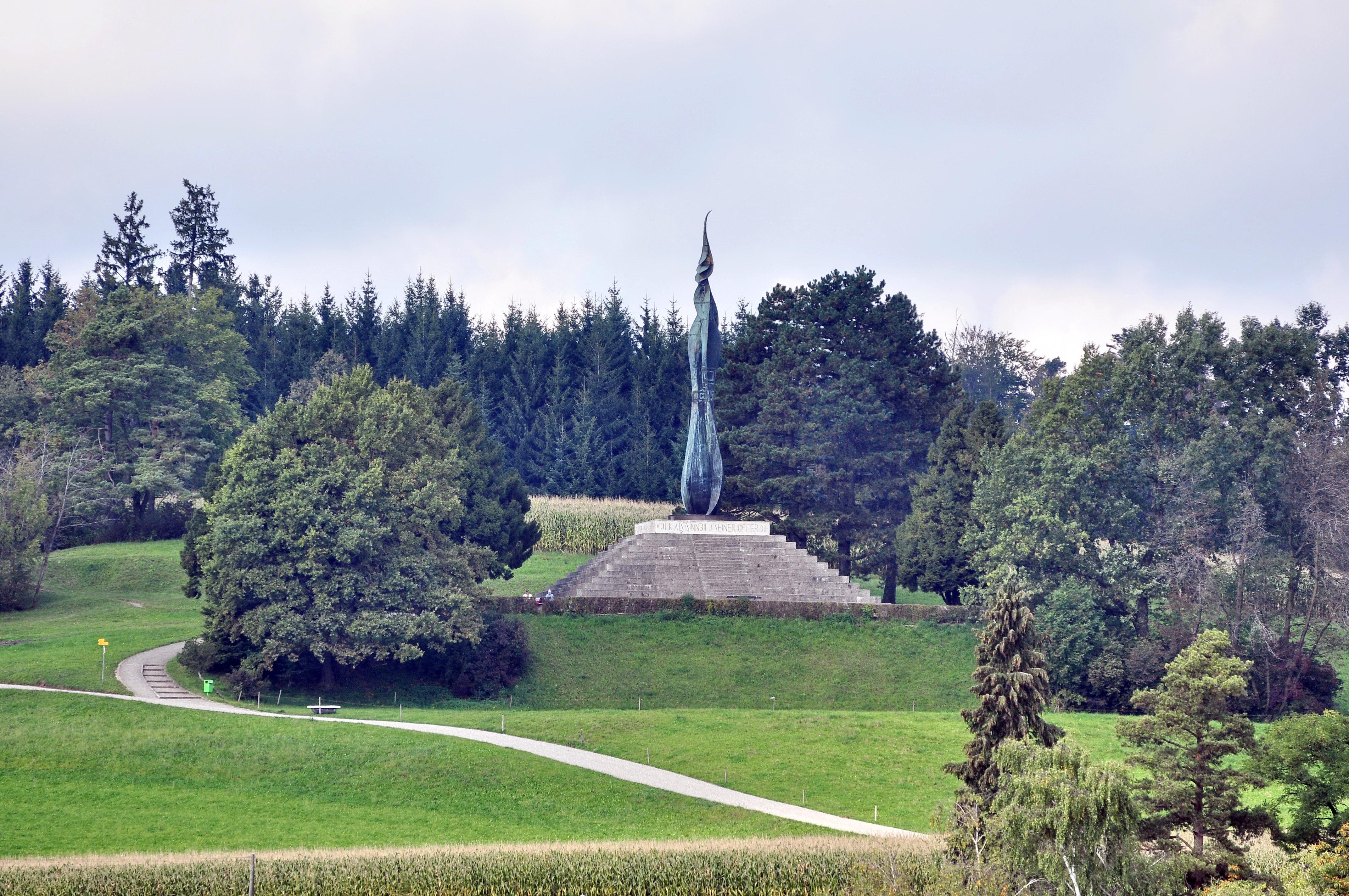
Forchdenkmal

Am Wassberg existierte bis gegen 1890 ein Rebberg, der mit rund 700 m ü. M. gemäss Gerold Meyer von Knonau der höchstgelegene des Kantons Zürichs war. Vom Mittelalter bis anfangs 20. Jahrhundert befand sich auf dem Wassberg im Gebiet Sack ein Bauernhof; auch der Chapf in Zumikon ist schon lange besiedelt.
Bekannt ist das Forchdenkmal im Süden bei der Forch. Das offiziell Wehrmännerdenkmal bezeichnete Monument erinnert an Zürcher Soldaten, die im Ersten Weltkrieg ums Leben kamen.

1951 wurde der Wassberg vom Regierungsrat mehrheitlich unter Landschaftsschutz gestellt. In Umgebung des Denkmals herrscht ein absolutes Bauverbot. Am Süd- und Osthang besteht eine Bewilligungspflicht für Bauten. Zum Schutzgebiet gehört auch der ganze Wald am Wassberg.